# Christiane Graßnack
Christiane Graßnack (*  10. November 1967 in Minden/Westfalen) ist eine deutsche Juristin. Sie ist seit dem 30. Januar 2014 Richterin am Bundesgerichtshof.

## Leben und Wirken
Graßnack trat nach Abschluss ihrer juristischen Ausbildung 1996 in den Justizdienst des Landes Nordrhein-Westfalen ein und war zunächst beim Landgericht Aachen sowie bei den Amtsgerichten Eschweiler und Aachen tätig. 1999 wurde sie zur Richterin am Amtsgericht in Aachen ernannt. Von 2001 bis 2003 war sie an das Landgericht Aachen, 2004 bis 2007 als wissenschaftliche Mitarbeiterin an den Bundesgerichtshof abgeordnet. Auf ihre Ernennung zur Richterin am Landgericht in Aachen folgte 2008 ihre Ernennung zur Richterin am Oberlandesgericht Köln. 
Das Präsidium des Bundesgerichtshofs wies Graßnack zunächst dem vornehmlich für das Bau- und Architektenrecht zuständigen VII. Zivilsenat zu.